# Synevyr Lacus
Lo Synevyr Lacus è una struttura geologica della superficie di Titano.